# Basilika Unserer Lieben Frau von La Vang

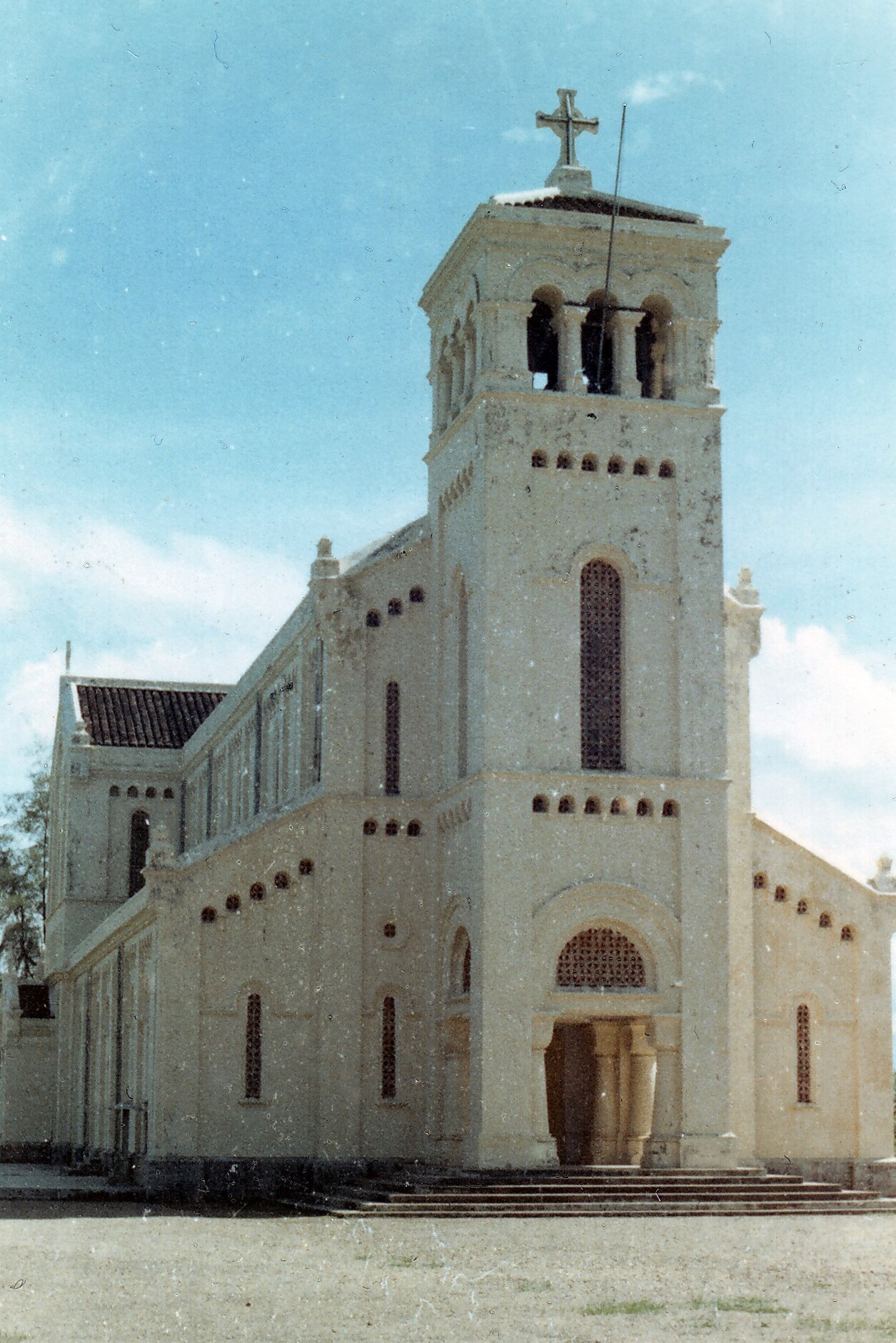
Kirche vor der Zerstörung (1967)

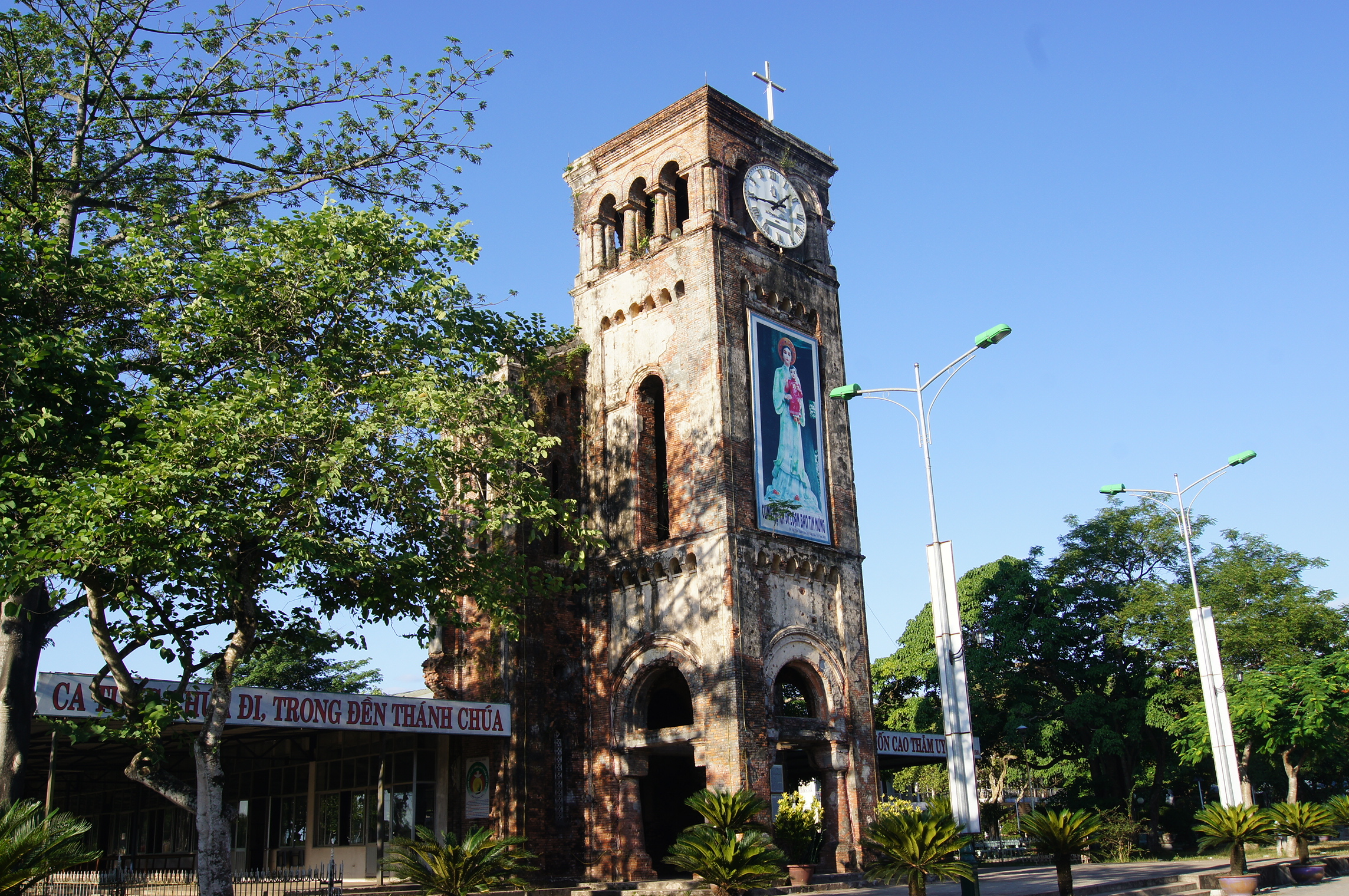
Erhaltener Turm der Basilika (2013)

Die Basilika Unserer Lieben Frau von La Vang (vietnamesisch Ðền thơ Đức Mẹ La Vang) ist das Zentrum des römisch-katholischen Nationalheiligtums von Vietnam, bedeutsam für die Vietnamesen auf der ganzen Welt. Die Kirchenruine im Erzbistum Huế ist Unserer Lieben Frau von La Vang, Schutzpatronin Vietnams, gewidmet und trägt den Titel einer Basilica minor. Die Kirche im-La Vang-Dschungel liegt in der Provinz Quang Tri in Zentralvietnam 50 Kilometer nordwestlich von Huế.

## Christenverfolgung und Marienerscheinung
Kaiser Canh Thinh wollte die Ausbreitung des Katholizismus verhindern. Mit Edikten schränkte er die christliche Religionsausübung im Land energisch ein, wonach die Katholiken teilweise in den Dschungel von La Vang flohen, wo viele krank wurden und viele andere starben. Die Gemeinde traf sich jede Nacht am Fuß eines Baumes, um den Rosenkranz zu beten. Dort kam es 1798 zu einer Marienerscheinung, der Madonna von La Vang. Unerwartet wurden die Flüchtlinge eines Nachts von einer schönen Frau besucht, die einen langen Mantel trug, ein Kind in den Armen hielt und zwei Engel an ihrer Seite hatte. Sie erkannten die Jungfrau Maria in der Dame. Auch wenn die Marienerscheinung vom Vatikan auch später nicht bestätigt wurde, errichteten die Gläubigen schon bald eine kleine Kapelle. Es wurden weitere Marienerscheinungen während der Christenverfolgung über einen Zeitraum von fast einem Jahrhundert berichtet.

## Kirchenbau
Im Jahr 1886, nachdem die Verfolgung offiziell eingestellt worden war, ordnete Vikar Louis Caspar den Bau einer Kirche zu Ehren Unserer Lieben Frau von La Vang an. Aufgrund der abgelegenen Lage und der begrenzten finanziellen Mittel dauerte es 15 Jahre, um die Kirche von La Vang zu vervollständigen. Sie wurde von Louis Caspar zwischen dem 6. und 8. August 1901 in einer feierlichen Zeremonie eingeweiht, an der mehr als 12.000 Menschen teilnahmen. Der Bischof proklamierte Unsere Liebe Frau von La Vang als Beschützer der Katholiken.
Im Jahr 1928 wurde eine größere Kirche als die vorherige gebaut, um eine größere Anzahl von Pilgern zu erhalten. Im August 1962 erhob Papst Johannes XXIII. die Kirche von La Vang in den Rang einer Basilica minor. Während des Vietnamkriegs wurde die Basilika 1972 bis auf den Turm zerstört. Papst Johannes Paul II. sprach am 19. Juni 1988 117 vietnamesische Märtyrer heilig und betonte die Bedeutung der Muttergottes von La Vang. Er drückte den Wunsch zum Wiederaufbau der Basilika aus. Am 27. November 2000 wurde das Heiligtum Unserer Lieben Frau von La Vang von Erzbischof Thomas Cajetan Kelly gesegnet. 2008 wurde das Umfeld wieder hergestellt, auch ein Pilgerhaus wurde errichtet.
Am 15. August 2012 (Tag der Jungfrau von La Vang) wurde der Grundstein der zukünftigen Basilika errichtet, das neue Heiligtum wird eine typisch vietnamesische Architektur haben.